# فو مینگ
فو مینگ (زادهٔ ۱۵ ژانویه ۱۹۸۳ میلادی ) یک داور فوتبال اهل چین است. او از سال ۲۰۱۴ از داوران بین‌المللی فیفا به‌شمار می‌رود. او یک معلم در دانشکده کیهان‌نوردی و مکانیک پرواز جینچنگ دانشگاه نانجینگ می‌باشد.

## داوری در جام ملت‌های آسیا
| جام ملت‌های آسیا ۲۰۱۹ – امارات متحدهٔ عربی | جام ملت‌های آسیا ۲۰۱۹ – امارات متحدهٔ عربی | جام ملت‌های آسیا ۲۰۱۹ – امارات متحدهٔ عربی | جام ملت‌های آسیا ۲۰۱۹ – امارات متحدهٔ عربی |
| تاریخ                                    | مسابقه                                   | ورزشگاه                                  | مرحله                                    |
| ---------------------------------------- | ---------------------------------------- | ---------------------------------------- | ---------------------------------------- |
| ۱۲ ژانویه ۲۰۱۹                           | یمن – عراق                               | الشارجه                                  | گروهی                                    |
| ۲۱ ژانویه ۲۰۱۹                           | امارات متحدهٔ عربی – قرقیزستان            | اسپورت سیتی زاید                         | یک‌هشتم نهایی                             |